# Втікачі зі спаленого села
Втікачі зі спаленого села (Poltettu kylä) — картина, котру створив фінський художник Альберт Едельфельт 1879 року на тему історії власної країни.

## Передісторія створення
Картина створена Альбертом Едельфельтом у початковий період творчості. Відомо, що він почав брати участь у виставках з 1872 року. На хвилі звернень до національної історії він і створив декілька картин на історичні теми. Серед них «Втікачі зі спаленого села» та «Карл ІХ біля гробу померлого ворога Клауса Флемінга».
Тема — повстання 1596—1597 рр. фінських селян проти значного пригноблення у роки російсько-шведської війни 1590—1595 рр. Тої доби Фінське велике князівство входило до складу Швеції, що дедалі більше ставала європейською супердержавою. На невдоволення фінських мешканців вплинули лихоліття років війни, високі податки, неможливість ведення посередницької торгівлі і розбрат серед шведських аристократів, де одні підтримували протестантизм, а інші — католицизм.
Первісно сварки і військові протистояння між аристократами різного віросповідання Альберт Едельфельт подав у картині «Карл ІХ біля гробу померлого ворога Клауса Флемінга», де Карл уособлював переможний протестантизм, померлий Клаус Флемінг — переможений у Швеції католицизм. Але картина академічного спрямування на давню історичну тему втратила гостроту і актуальність. Едельфеьд зажадав створити зимовий пейзаж і подати його разом із історичною темою. Так народився задум подати простих мешканців Фінляндії перед безжальним обличчям війни. Художник працював у Франції і планував подати власний новий твір на чергову виставку в Салоні. Чим більше працював художник над твором, тим менше в ньому було від академізму. Готовий твір мав всі ознаки реалізму і вивіреності на реальності. Хоча художника тривалий час не задовольняло відображення снігу в картині. Бо сніг у Парижі мав інший характер, а сніг у північній країні вбчався французами як екзотика.
Каральні операції у Фінляндії мали надзвичайний характер, враховуючи малу кількість місцевого населення. В ході покарання було вбито близько одного відсотка місцевих мешканців, що справило пригнічуюче враження і відбилося у пам'яті народу, у місцевих переказах і мистецтві як непоправна трагедія в минулому.

## Опис картини
За великою кам'яною брилою з граніту сховалась фінська родина. Молода жінка тривожно вдивляється в далечінь, де видно кінноту і чорні дими від спаленого села. Молода жінка, рятуючи рідних, встигла вивезти за село сліпого діда та малу дитину. Беззахисні, вони намагаються пережити лиху годину у тимчасовій схованці. Але на дворі зима. Селяни не встигли забрати теплий одяг і вся надія на те, що до ночі каральна експедиція покине село і втікачі матимуть можливість дістатись додому, хоча це повернення не гарантує їм нічого обнадійливого.